# Lille klovn
|  | Denne artikel er oprettet af botten PalnaBot ud fra en ekstern database. Den kan derfor have sproglige fejl eller mangler. Denne skabelon kan fjernes efter kontrol af indholdet. |

Lille klovn er en børnefilm fra 1988 instrueret af Marian Hirschorn efter manuskript af Marian Hirschorn.

## Handling
Cirkus er i byen, og en lille dreng bliver optaget af klovnen. Han gider ikke længere lege krig med de andre drenge og får af klovnen lov til at være med i cirkus. Om aftenen optræder drengen som den lille klovn.